# 宋绮云
宋绮云（1904年—1949年9月6日），原名宋元培，字复真，中国江苏省徐州市人。是中国共产党员和革命家。

## 生平
毕业于江苏省立第六师范学校和黄埔军校第六期。1927年加入中国共产党。1928年，宋绮云奉党的指示回到邳县，担任了邳县第一任县委书记。1928年被上级派到南京去从事地下工作。1929年由党组织派到杨虎城的军部里工作，任中共西北特支委员和《西北文化日报》社长兼总编辑。在1936年西安事变前后对杨虎城部宣传中國共產黨的政策，作了大量的统战工作。
1949年9月6日，宋绮云于重庆歌乐山松林坡的戴笠警卫室被军统特务秘密杀害，享年45岁。
2009年被评为“50位为新中国成立做出突出贡献的江苏英雄模范人物”。 

## 家庭及遭遇
- 夫人徐林侠
- 长女宋振平
- 次女宋振苏：1929年生。
- 三女宋振西
- 长子宋振华
- 次子宋振镛：1935年生。西安交通大学毕业后，入解放军第二炮兵某科研所参与原子能工业发展。90年代任北京天龙高新技术研究所所长。多年来，宋振镛给重庆歌乐山烈士陵园和重庆市博物馆提供文物10余件、照片23张、文史资料40余篇。
- 四女宋振亚：1937年生。
- 三子宋振中（人稱“小萝卜头”，与父母一同被捕）。1941年春出生在西安，1941年9月和母亲一起被捕入狱，1949年9月在重庆被害，是中华人民共和国正式认定的年龄最小的革命烈士。[1]

### 1949年前
1941年9月徐林侠抱着幼子宋振中去寻找宋绮云的下落，被密捕。家中剩下的最大的二姐12岁，最小的妹妹4岁。时值冬季，家中的少量粮食很快吃完了，二姐带着弟弟妹妹扒树皮吃度日。王迁升送来的粮食也很快没有了。直到两个多月后，地下党派人送来粮食，孩子们才算躲过断粮一劫。整整6年，父母和弟弟杳无音信。直到1947年，父亲宋绮云突然来信，信中只说一家三口平安，没说自己身在何处，还说“你们最小的弟弟已上学”。宋振镛和兄弟姐妹们很高兴，由姐姐执笔回信。按照爸爸的指点，信要寄到“重庆歌乐山脚下的磁器口一位黄姓人士处收转”，那半年间两地通信不断，共计11封，在这些信中，有一封是“小萝卜头”写的，他的信写在父亲来信的背后，只有4个字：“姐姐，哥哥！”后面的惊叹号很大。其间还按爸爸的要求寄了一本字帖给弟弟，以及一张兄弟姐妹的合影。

### 1949年后
1949年9月6日宋同其妻儿被军统局特务杀害于重庆戴笠警卫室，直到1950年2月5日，宋家的子女才得知父母和幼弟遇害并被追认为革命烈士。
1955年6月，杀害宋绮云、徐林侠、宋振中的凶手杨进兴改名隐藏多年后被重庆公安部门查获逮捕，经审讯及重庆市中级人民法院公开审判，被判处死刑随即执行。
1963年中华人民共和国国庆，宋家6个兄弟姐妹在北京第一次团聚，由于自幼分开，有几个之前从未见过面，每个人先报自己的名字，然后介绍这些年来的经历。从1964年开始走访父辈难友等知情人，脚步全国各个省市，走访寻找健在的历史见证人，先后采访了韩子栋（《红岩》中疯老头华子良的原型），提审了当年杀害烈士的凶手杨庆典等。人民政府将三位烈士的遗骨合葬在西安市长安区杨虎城将军陵园。1979年，宋振镛应全国政协文史办的邀请，撰写父母及与‘西安事变’有关的史料，因此有机会和三姐宋振西沿着父母的足迹进行走访，并整理出史料20余篇。1986年，宋振镛还和小说《红岩》中人物华子良的原型韩子栋及“白公馆”脱险志士共同发起成立“中华小萝卜头基金会”。